# Сафаровка (Саратовская область)
Сафаровка — село в Дергачёвском районе Саратовской области, административный центр сельского поселения Сафаровское муниципальное образование.

## География
Село расположено на реке Сафаровка, в 47 км южнее районного центра посёлка Дергачи.

## История
Казённая деревня Педелка (она же Сафаровка) упоминается в Списке населенных мест Российской империи по сведениям 1859 года. В 1859 году в Пенделке проживало более 800 жителей, имелось 2 мечети. Село относилось к Новоузенскому уезду Самарской губернии. Впоследствии село также упоминается под названием Новопенделка
Согласно Списку населённых мест Самарской губернии 1910 года Алтата относилась к Осиново-Гайской волости, здесь проживало 2507 мужчин и 2497 женщин, село населяли бывшие государственные крестьяне, преимущественно татары, магометане, в селе имелись 3 мечети, 3 магометанские школы, 7 ветряных мельниц, земская станция, урядник, фельдшерский пункт.
В 1919 году в составе Новоузенского уезда село включено в состав Саратовской губернии.

## Население
Динамика численности населения по годам:
| Годы      | 1859 | 1889 | 1897 | 1910 | 2002 |
| --------- | ---- | ---- | ---- | ---- | ---- |
| Население | 863  | 1556 | 2242 | 2585 | 818  |

| 2002 | 2010 | 2012 | 2013 | 2014 | 2015 | 2016 |
| ---- | ---- | ---- | ---- | ---- | ---- | ---- |
| 814  | ↘727 | ↘696 | ↘689 | ↘663 | ↘654 | ↘641 |
| 2017 | 2018 | 2019 | 2020 | 2021 |      |      |
| ↘616 | ↘608 | ↘589 | ↘575 | ↘573 |      |      |

## Люди, связанные с селом
- Уразиков, Хусаин Ибрагимович (1894—1977) — актёр и режиссёр, народный артист ТАССР (1945), заслуженный артист РСФСР (1950).